# Vitkovics-kódex

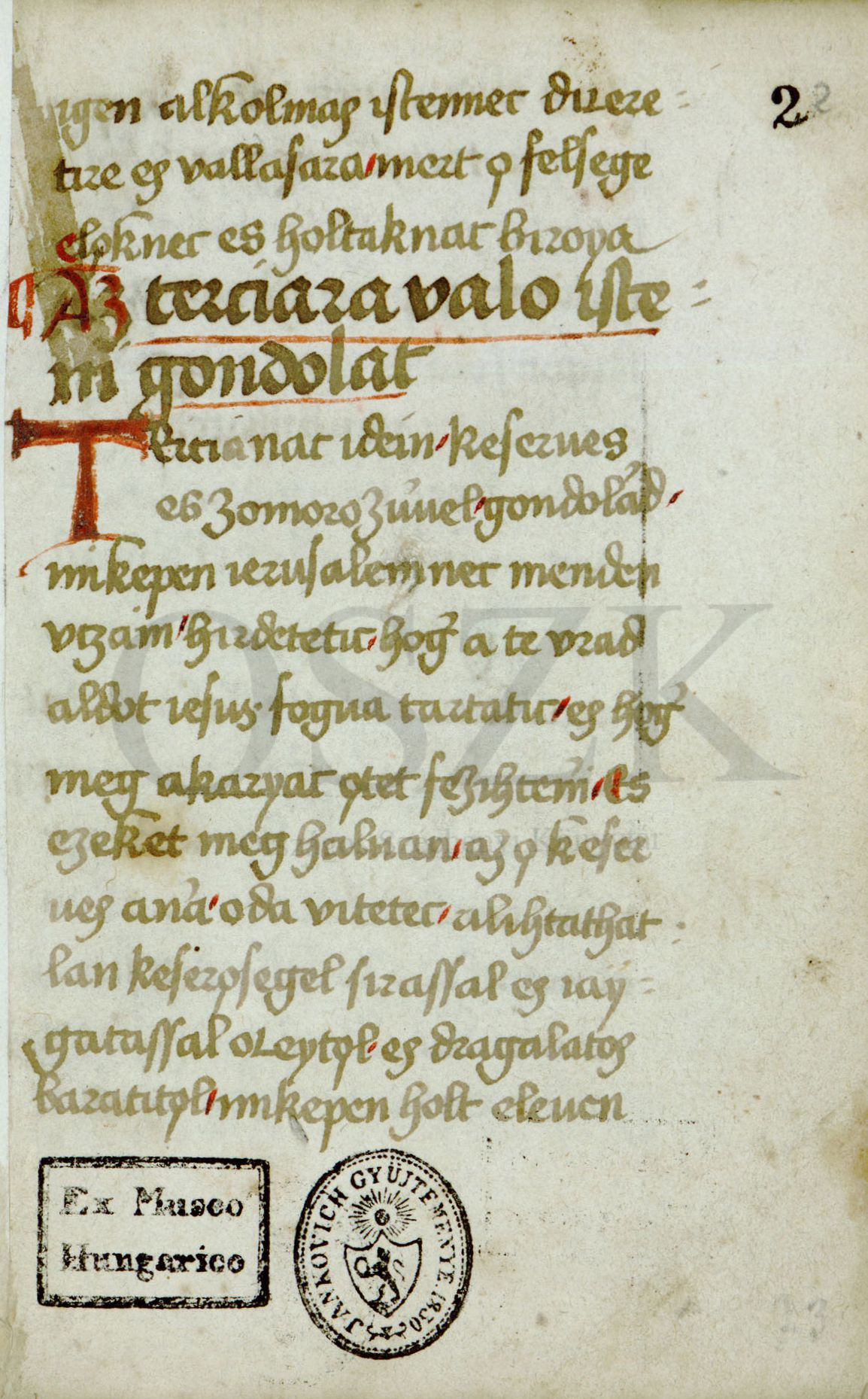
A Vitkovics-kódex 3. lapja

A Vitkovics-kódex egy a késő középkorban keletkezett magyar kéziratok közül.
Az 1525-ben készült Vitkovics-kódex szerzője nagy valószínűség szerint egy klarissza apáca volt. A kis 8-adrét alakú – belül hézagos, hátul csonka – nyelvemlék új szerzetesek reguláját és imádságokat tartalmaz. A kódexet Vitkovics Mihály fedezte fel Egerben 1803-ban (innen ered a név). A Volf György-féle Nyelvemléktárnak a VII. kötetében jelent meg 1878-ban. Két lapja közötti hézagját teljesen kitölti a később felfedezett 12 lapnyi terjedelmű úgynevezett Miskolci töredék. A Vitkovics-kódex a Magyar Nemzeti Múzeum birtokában van.